# 야지마 다쿠로
야지마 다쿠로(일본어: 矢島 卓郎, 1984년 3월 28일 ~ )는 일본의 전 축구 선수이다.

## 구단 경력
가와사키 프론탈레, 시미즈 에스펄스, 요코하마 F. 마리노스, 교토 상가 FC에서 활동하였다.